# Jeckenbach
Jeckenbach is een plaats in de Duitse deelstaat Rijnland-Palts, en maakt deel uit van de Landkreis Bad Kreuznach.
Jeckenbach telt 215 inwoners.

## Bestuur
De plaats is een Ortsgemeinde en maakt deel uit van de Verbandsgemeinde Meisenheim.